# Astral Aviation
Astral Aviation (mã IATA = 8V, mã ICAO = ACP) là hãng hàng không vận chuyển hàng hóa, trụ sở ở Nairobi, Kenya. Hãng có căn cứ chính ở Sân bay quốc tế Jomo Kenyatta, Nairobi.

## Lịch sử
Astral Aviation được thành lập từ tháng 11/2000 và bắt đầu hoạt động từ tháng 1/2001. Hãng đảm nhận các chuyến vận tải hàng hóa thuê bao trong khu vực châu Phi.

## Đội máy bay
(Tháng 3/2007):
- 1 Antonov An-12
- 2 Cessna Caravan 675